# Rugby 08
Rugby 08 è un videogioco sportivo di rugby pubblicato dall'Electronic Arts nel 2007 per Microsoft Windows e PlayStation 2.
Sono presenti vari tornei, tra cui la Coppa del Mondo 2007, il Tri Nations, il Six Nations, la Guinness Premiership e il Super 14.
La copertina della versione internazionale raffigura il capitano degli All Blacks Richie McCaw. In alcuni Paesi sono state realizzate diverse versioni della stessa, raffiguranti:
- Australia e Asia: l'attuale capitano dei Wallabies Stirling Mortlock
- Francia: McCaw e il flanker francese Yannick Nyanga
- Irlanda: il mediano d'apertura irlandese Ronan O'Gara
- Italia: gli azzurri Mauro e Mirco Bergamasco
- Regno Unito: McCaw e l'ala inglese Mark Cueto
- Sudafrica: gli Springboks Schalk Burger, Bryan Habana e André Pretorius

## Squadre
Nel gioco sono presenti tutte le squadre nazionali che hanno partecipato ai Mondiali 2007 e 3 formazioni non qualificatesi: Spagna, Russia e Uruguay. Per quanto riguarda le squadre di club sono stati inseriti tutti i team del Super 14 e della Guinness Premiership ed altre squadre europee appartenenti ai maggiori campionati (Magners League, Top 14 e Super 10).

### Nazionali
- Argentina
- Australia
- Canada
- Figi (senza licenza)
- Galles
- Georgia (senza licenza)
- Giappone (senza licenza)
- Francia
- Inghilterra
- Irlanda
- Italia
- Namibia (senza licenza)
- Nuova Zelanda
- Portogallo (senza licenza)
- Romania (senza licenza)
- Russia (senza licenza)
- Samoa (senza licenza)
- Scozia
- Spagna (senza licenza)
- Stati Uniti
- Sudafrica
- Tonga (senza licenza)
- Uruguay (senza licenza)

### Super 14
- Blues
- Brumbies
- Bulls
- Cheetahs
- Chiefs
- Crusaders
- Highlanders
- Hurricanes
- Lions
- Reds
- Sharks
- Stormers
- Waratahs
- Western Force

### Club europei

#### Guinness Premiership
- Saracens
- Wasps
- London Irish
- Northampton
- Sale Sharks
- Worcester
- Bath
- Harlequins
- Gloucester
- Newcastle
- Bristol
- Leicester

#### Celtic League (tutti senza licenza)
- Cardiff Rugby
- Newport G.D.
- Scarlets
- Ospreys (senza licenza)
- Ulster (senza licenza)
- Munster (senza licenza)
- Leinster (senza licenza)
- Edinburgh (senza licenza)
- Glasgow (senza licenza)

#### Top 14
- Biarritz (senza licenza)
- Stade Français (senza licenza)
- Perpignan (senza licenza)
- Castres (senza licenza)
- Toulouse (senza licenza)
- Clermont (senza licenza)
- Bourgoin (senza licenza)

#### Super 10
- Calvisano Brescia (senza licenza)
- Benetton Treviso (senza licenza)

### Altre rappresentative
- Junior All Blacks
- Australia A
- Barbarians (senza licenza)
- Pacific Islanders (senza licenza)

## Colonna sonora
- Deep Insight - Rhythm of the Beat
- Expatriate - The Spaces Between
- Howling Bells - Low Happening
- HushPuppies - Pale Blue Eyes
- Malajube - Fille à Plume
- Moke - This Plan
- Quit Your Day Job - Freaks Are Out
- Snowden - Anti-Anti
- The Bang - Benny Butler
- The Temper Trap - Sirens
- Tokyo Police Club - Nature of the Experiment
- We Are Wolves - T.R.O.U.B.L.E